# 圣德西略堂 (阿维尼翁)

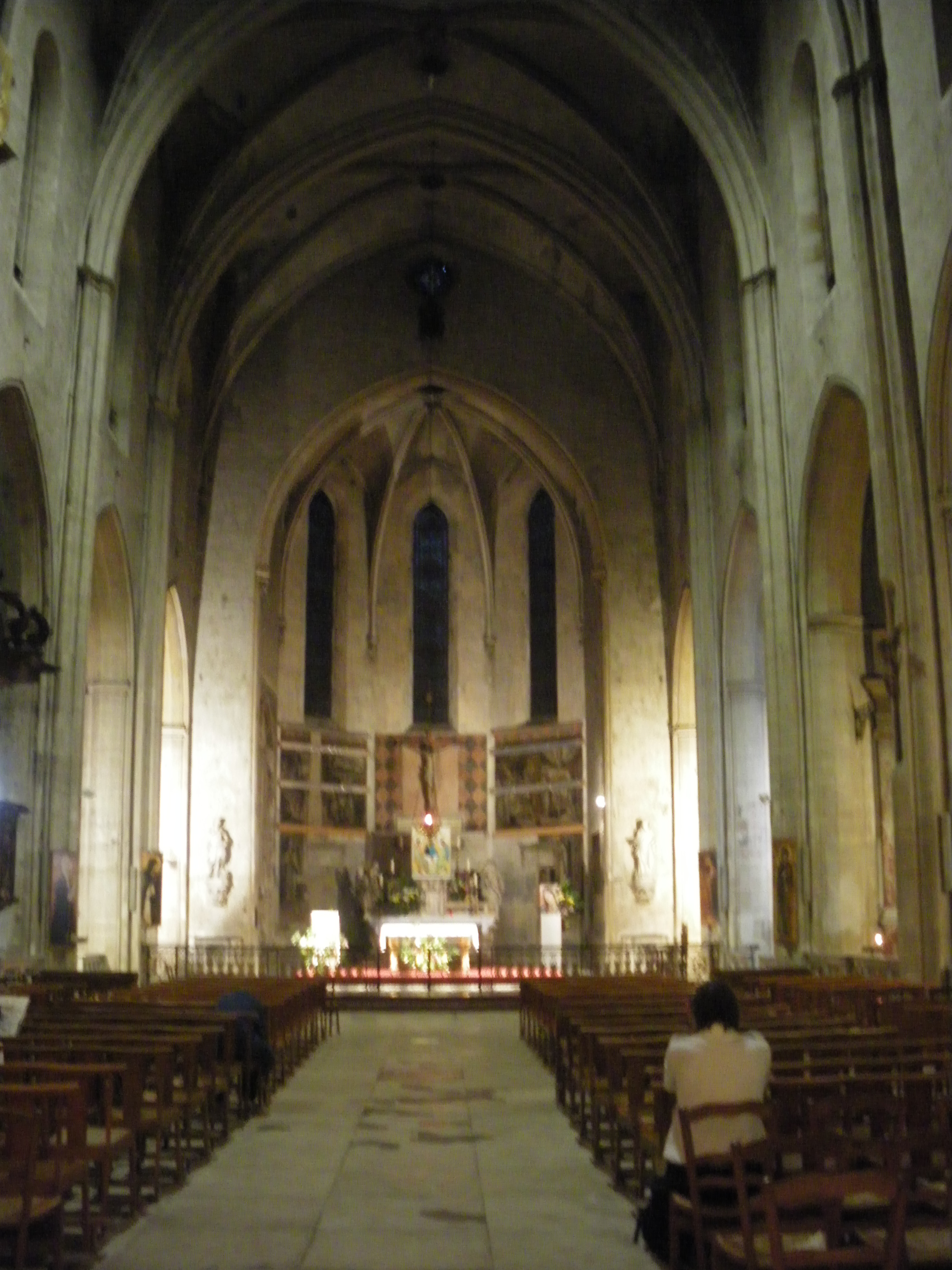

圣德西略堂（Collégiale Saint-Didier）是法国阿维尼翁的一座罗马天主教教堂，哥特式风格，建于1355-1359年。
1983年7月27日，该建筑列为法国历史古迹。

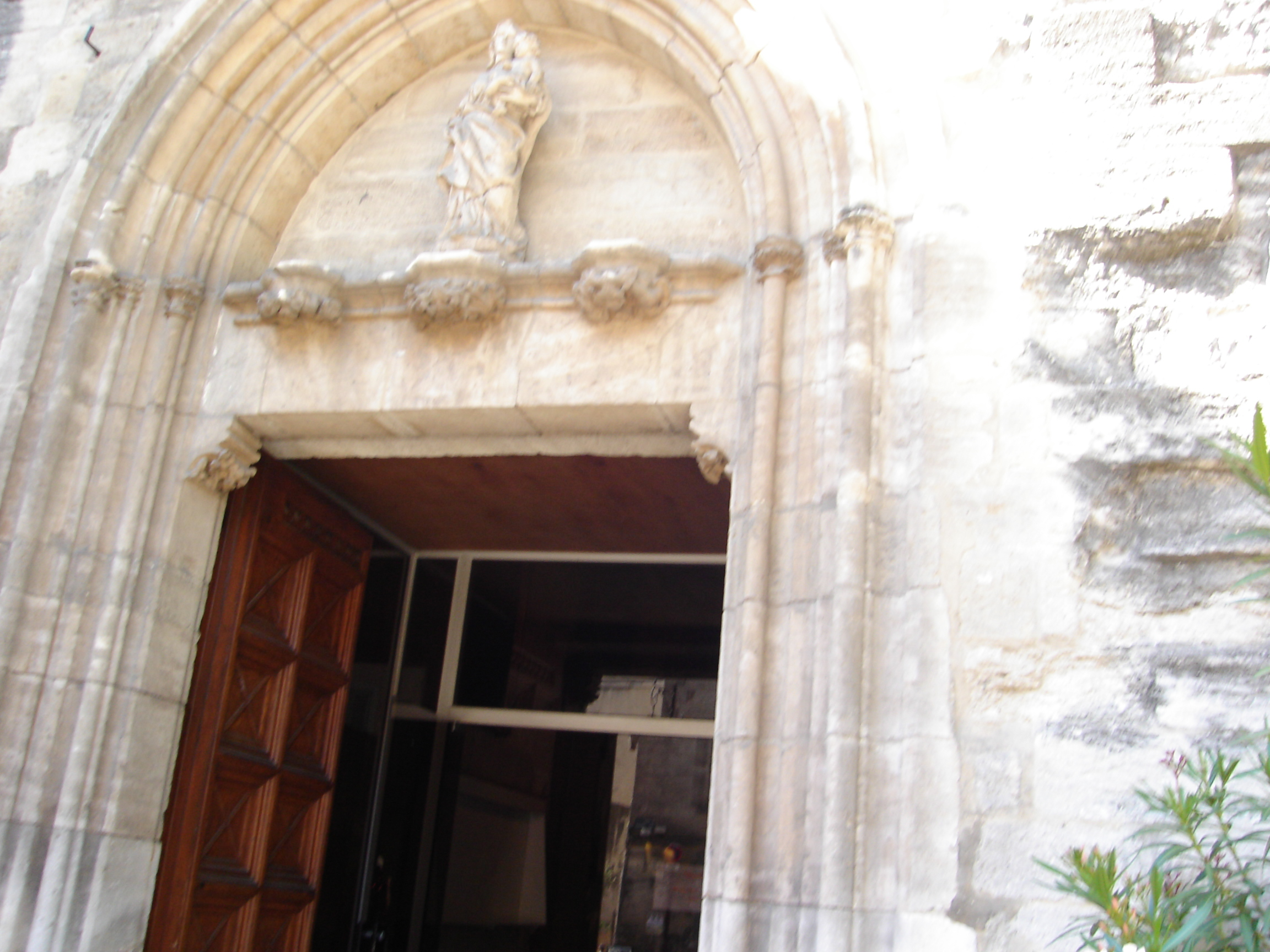
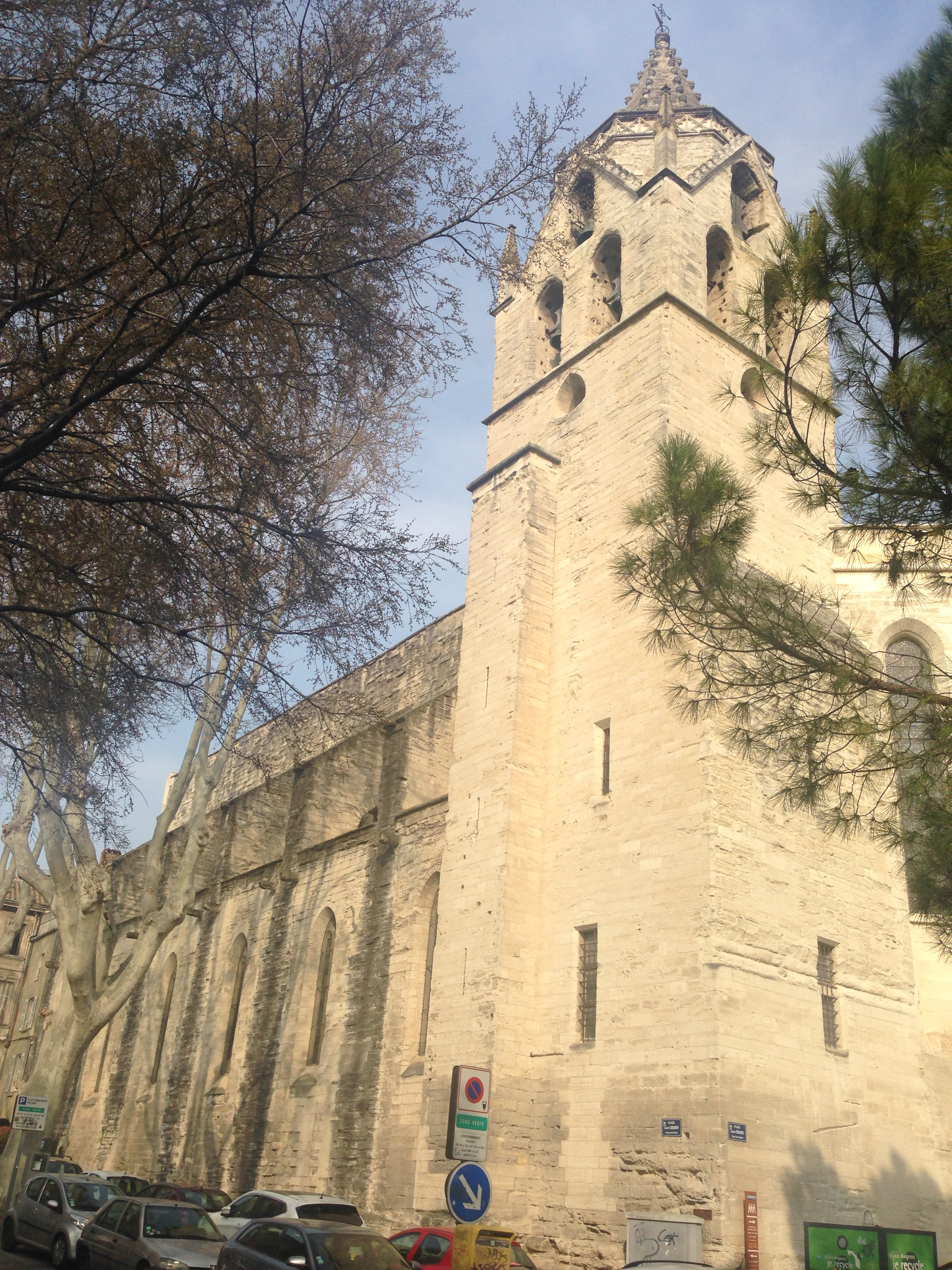
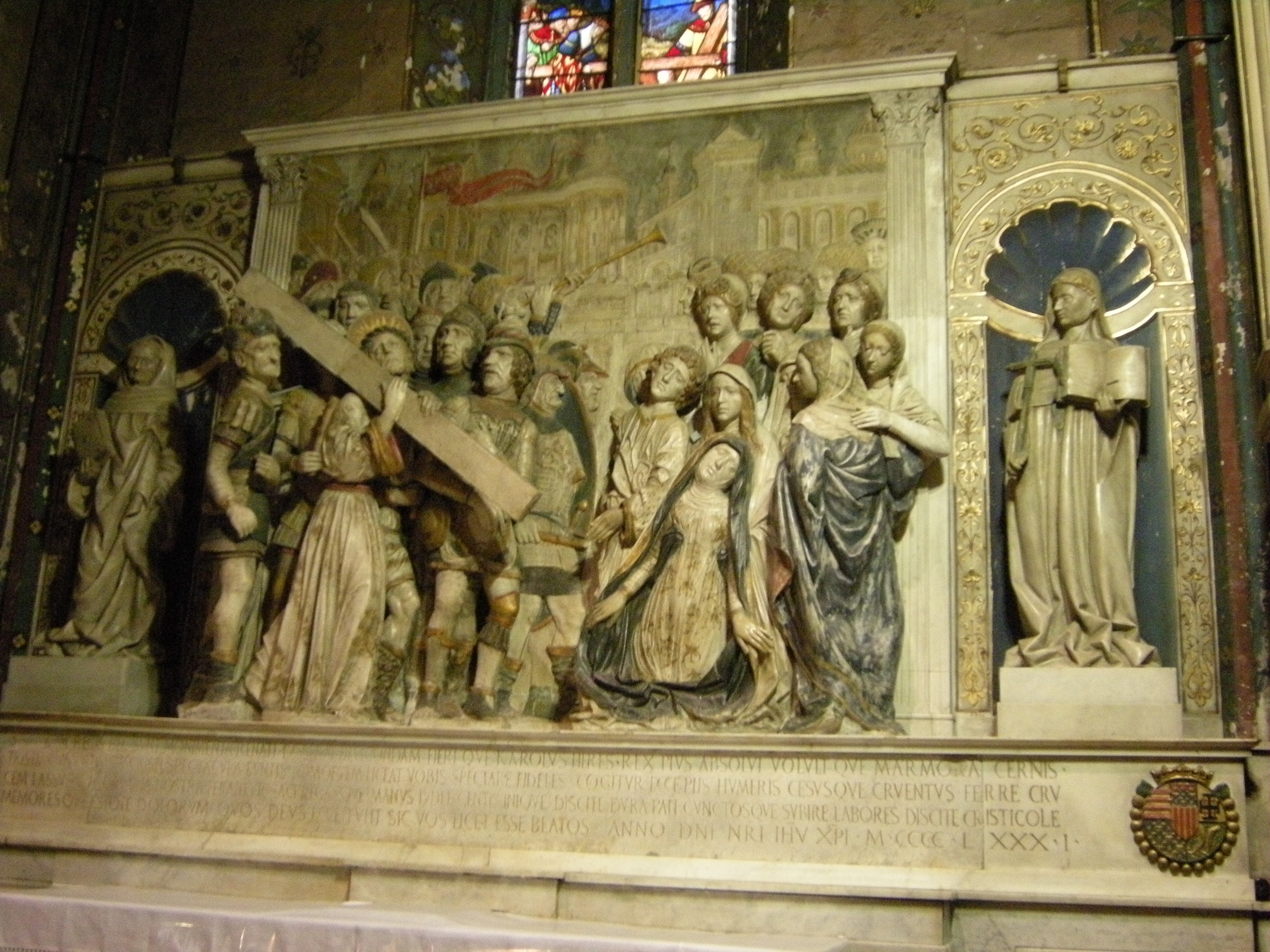